# Attentato terroristico all'aeroporto Domodedovo del 2011
L'attacco terroristico all'Aeroporto di Mosca-Domodedovo del 2011 è stato un attacco terroristico compiuto con l'uso di esplosivi, nel più importante aeroporto moscovita, e costato la vita a 37 persone, inclusi due attentatori.

## Dinamica e responsabilità
L'attacco ha avuto luogo poco dopo le 16:30 ora locale (le 14:30 in Italia) del 24 gennaio, nell'area di ritiro bagagli dei voli internazionali. Sin dall'inizio le autorità non hanno avuto dubbi che si trattasse di un atto terroristico e le indagini si sono subito rivolte verso l'ipotesi dell'attacco suicida. Gli investigatori hanno sostenuto che l'ordigno fosse costituita da un equivalente di 2–5 kg di tritolo insieme a pezzi di piombo e di filo metallico.
Il 29 gennaio il Comitato Investigativo Federale Russo ha dichiarato chiuse le indagini, indicando come responsabile un maschio ventenne di origine nord caucasica, la cui identità non è stata però rivelata. Vista la scelta del luogo, il Comitato ha anche ipotizzato che l'attacco fosse diretto principalmente contro cittadini stranieri. Le indagini sono comunque continuate per rintracciare i complici dell'attentatore, portando all'arresto di altre persone.
Il 7 febbraio successivo viene pubblicato un video sul sito www.kavkazcenter.com, presumibilmente girato il giorno stesso dell'attentato, in cui il leader fondamentalista islamico e secessionista ceceno Dokka Umarov rivendica l'attacco all'aeroporto Domodedovo, nell'ambito della lotta per ottenere il riconoscimento, e quindi l'indipendenza, dell'autoproclamato Emirato del Caucaso da parte della Russia.

## Vittime
| Nazionalità | Morti | Feriti |
| ----------- | ----- | ------ |
| Russia      | 27 +2 | 57     |
| Tagikistan  | 2     | 8      |
| Austria     | 2     |        |
| Regno Unito | 1     | 1      |
| Uzbekistan  | 1     | 1      |
| Germania    | 1     |        |
| Ucraina     | 1     |        |
| Slovacchia  |       | 2      |
| Nigeria     |       | 2      |
| Italia      |       | 1      |
| Francia     |       | 1      |
| Moldavia    |       | 1      |
| Serbia      |       | 1      |
| Slovenia    |       | 1      |
| Sconosciuti |       | 93     |
| Totale      | 37    | 180    |

Delle 37 vittime, 31 sono decedute sul luogo dell'esplosione, altre tre poco più tardi in ospedale, una sull'ambulanza durante il trasporto, e altre due in seguito alle ferite riportate, il 2 e il 24 febbraio. Circa 180 persone sono rimaste ferite (tra cui un italiano). Di questi, 120 sono state ospedalizzati.